# Jungle Fight 77
Jungle Fight 77 foi um evento de artes marciais mistas promovido pelo Jungle Fight, que ocorreu em 9 de maio de 2015, em Foz do Iguaçu, Paraná. 
O maior evento de MMA da América Latina estava de volta a Foz do Iguaçu. Pela terceira vez na cidade paranaense, com a disputa do cinturão vago dos pesos-leves (até 70kg) entre Ciro Bad Boy e Diogo Fofão – o antigo campeão, Thiago Trator, assinou com o UFC.Mas Diogo Fofão, que lutaria pelo cinturão peso-leve (até 70kg) contra Ciro Bad Boy, sofreu uma lesão e a disputa pelo título dos pesos-leves foi adiada.A novidade na luta principal, O atual campeão meio-pesado (até 93kg), Dirlei ‘Mão de Pedra’ vai defender o cinturão da categoria contra o uruguaio Alfonso Garrido, enquanto a disputa entre Nildo Katchal e Bruno Menezes, pelo cinturão peso-mosca, será o co-evento principal da noite.

## Ligações Externas
1. ↑  permaneceu campeão dos meio-pesados do Jungle Fight
2. ↑  novo campeão peso-mosca do Jungle Fight